# Hawley (Minnesota)
Hawley es una ciudad ubicada en el condado de Clay en el estado estadounidense de Minnesota. En el Censo de 2010 tenía una población de 2067 habitantes y una densidad poblacional de 315,32 personas por km².

## Geografía
Hawley se encuentra ubicada en las coordenadas 46°52′34″N 96°19′2″O / 46.87611, -96.31722. Según la Oficina del Censo de los Estados Unidos, Hawley tiene una superficie total de 6.56 km², de la cual 6.54 km² corresponden a tierra firme y (0.16%) 0.01 km² es agua.

## Demografía
Según el censo de 2010, había 2067 personas residiendo en Hawley. La densidad de población era de 315,32 hab./km². De los 2067 habitantes, Hawley estaba compuesto por el 96.32% blancos, el 0.34% eran afroamericanos, el 1.02% eran amerindios, el 0.68% eran asiáticos, el 0% eran isleños del Pacífico, el 0.05% eran de otras razas y el 1.6% pertenecían a dos o más razas. Del total de la población el 0.92% eran hispanos o latinos de cualquier raza.